# Zbigniew Wachowicz
Zbigniew Wachowicz (ur. 12 stycznia 1972 w Radomiu) – polski piłkarz występujący na pozycji obrońcy; następnie trener.
Zbigniew Wachowicz jest wychowankiem Radomiaka Radom. Następnie reprezentował barwy Legii Warszawa, Polonii Warszawa, Stomilu Olsztyn, Hakoah Maccabi Ramat Gan, KSZO Ostrowiec Św., Stali Stalowa Wola, Rovaniemi Palloseura, MG MZKS Kozienice oraz Korony Kielce. W latach 2003–2008 ponownie grał w Radomiaku, w którym po zakończeniu sezonu 2007/2008 został trenerem i awansował z nim z czwartej do trzeciej ligi. Latem 2009 roku wyjechał wraz z synem, Patrykiem do Luksemburga, gdzie przez pół roku występował w klubie FC Orania Vianden.